# Malá privatizace
Malá privatizace je jedna z prvních etap, kterou začal rozsáhlý proces privatizací v Československu po roce 1989. Pomohla znovu vystavět živnostenský sektor, který v Československu prakticky žádný nebyl. Jednalo se o převody především jednotlivých provozoven maloobchodu a služeb z vlastnictví státu jiným, nestátním subjektům. Právní podklad tomuto procesu položilo Federální shromáždění schválením zákona č. 427/1990 Sb., o převodech vlastnictví státu k některým věcem na jiné, právnické nebo fyzické osoby.
Nový nabyvatel získával vlastnictví provozovny výhradně za peníze, licitací ve veřejných aukcích. První se uskutečnila 26. ledna 1991 v Praze. Předmětem aukce byl majetek (provozovna, zařízení a zásoby), eventuální závazky se na nového nabyvatele nepřeváděly, ty zůstaly v mateřském podniku, což ovšem ztěžovalo prodej zbytku tohoto podniku v budoucnu. Aukce probíhaly až do roku 1993, přičemž hlavní objem takto privatizovaného majetku byl vydražen v letech 1991 a 1992. V součtu to bylo přes 23 tisíc podnikatelských jednotek. Z prodeje majetku v „malé privatizaci“ bylo k 31. prosinci 1993 získáno 31 772 580 586 Kč.
Výtěžek z privatizace byl ukládán na zvláštní účet Ministerstva pro správu národního majetku a jeho privatizaci (MSNMP). Účet byl označován jako „zvláštní účet MSNMP–Malá privatizace“. Z účtu byly v pozdějších letech uvolňovány prostředky, např. na odstraňování následků povodní, pro Státní fond životního prostředí, na obnovu vodních toků, vodovodů a úpraven vod, pro Ministerstvo školství apod. Zůstatek hotovosti na „zvláštním účtu“ ke dni 31. prosinci 2014 uvádí výroční zpráva Fondu národního majetku ve výši 3 907 756 000 Kč.